# Barcarola (Chopin)

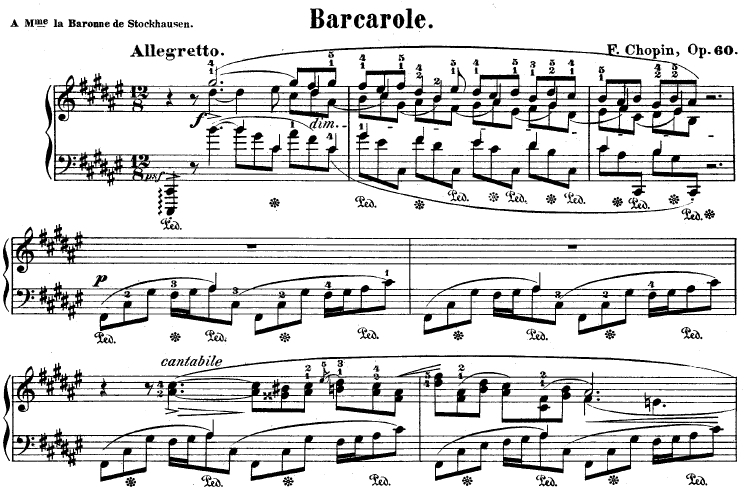
Inicio de la Barcarola Op. 60

La Barcarola en fa sostenido mayor, Op. 60 es una pieza para piano solo de Frédéric Chopin, compuesta del otoño de 1845 al verano de 1846. Fue publicada en 1846 en Leipzig. Está en la tonalidad de fa sostenido mayor, siendo una obra de absoluta madurez tanto en el concepto como en la realización. Chopin trabajó en ella con dificultades y tuvo que abandonarla en varias ocasiones antes de acabarla, pero pese a ello es una obra fluida, grácil y de extraordinaria belleza.
Escrito en forma de barcarola, se caracteriza por un tono radicalmente romántico y ligeramente nostálgico. La mayor parte de la técnica de la mano derecha son terceras y sextas, mientas que la mano izquierda se caracteriza por intervalos de en ocasiones más de una octava. Sobre su característico ritmo de 12/8 su autor construye una música que recrea el surcar de una góndola veneciana, dado que barcarola literalmente significa canción de barco. Su origen proviene de las canciones típicas venecianas de las góndolas.